# Unterseeboot 881
L'Unterseeboot 881 (ou U-881) est un sous-marin allemand utilisé par la Kriegsmarine pendant la Seconde Guerre mondiale.

## Historique
Après sa formation à Stettin en province de Poméranie au sein de la 4. Unterseebootsflottille jusqu'au 28 février 1945, l'U-881 est affecté dans la formation de combat 33. Unterseebootsflottille à Flensbourg en Allemagne.
L'U-881 est coulé le 6 mai 1945 dans l'Atlantique Nord au Nord-Est de Terre-Neuve, à la position géographique 43° 18′ N, 47° 44′ O par des charges de profondeurs lancées du destroyer d'escorte américain USS Farquhar.

Les 53 membres d'équipage meurent dans cette attaque.

## Affectations successives
- 4. Unterseebootsflottille du 27 mai 1944 au 28 février 1945
- 33. Unterseebootsflottille du 1er mars 1945 au 6 mai 1945

## Commandement
- Kapitänleutnant Dr Karl-Heinz Frischke du 27 mai 1944  au 6 mai 1945

## Navires coulés
L'U-881 n'a ni coulé, ni endommagé de navire ennemi au cours de son unique patrouille.

## Sources
- U-881 sur Uboat.net